# Sandå Station
Sandå Station (Sandå stoppested) var en jernbanestation på Treungenbanen, der lå i Åmli kommune i Norge. Stationen åbnede som holdeplads 14. december 1913, da banen blev forlænget fra Åmli til Treungen. Oprindeligt hed den Sandaa, men stavemåden blev ændret til Sandå i april 1921. Den blev nedgraderet til trinbræt 15. maj 1928. I 1946 blev banen ombygget fra smalspor til normalspor. Trafikken på den blev indstillet 1. oktober 1967, og i 1970 blev sporene taget op.
Stationsbygningen, der stod færdig året efter åbningen, blev tegnet af Ivar Næss, der vandt en arkitektkonkurrencen om strækningen fra Åmli til Treungen. Stationsbygningen er siden solgt fra og er i dag i privat eje. Den er fredet.